# Agharta
《Agharta》는 1975년 미국의 재즈 트럼펫 연주자, 작곡가, 밴드 리더 마일스 데이비스의 라이브 더블 음반이다. 데이비스는 이 음반을 녹음할 당시 48세였고 급진적인 일렉트릭 퓨전 음악으로 젊은 록 관객들을 끌어모으면서 재즈계의 많은 사람들을 소외시켰다. 여러 라인업을 실험한 끝에 1973년 안정적인 라이브 밴드를 결성해 약물 남용으로 인한 건강 악화와 정서 불안에도 불구하고 2년간 꾸준히 순회 공연을 했다. 1975년 3주간의 일본 순회공연 중, 2월 1일 오사카 페스티벌 홀에서 나팔수는 2회 공연을 하였는데, 오후 공연은 《Agharta》를 제작하였고, 이듬해 저녁 공연은 《Pangaea》로 발매되었다.
데이비스는 콘서트에서 세텟을 지휘했고, 색소폰 연주자 소니 포춘, 베이시스트 마이클 헨더슨, 기타리스트 피트 코시는 리듬 섹션 드러머 알 포스터, 기타리스트 레지 루카스, 타악기 연주자 제임스 음투메의 리프, 전자 효과, 크로스 비트, 펑크 그루브 등의 밀도 있는 배경에서 즉흥 연주를 할 수 있는 공간이 주어졌다. 데이비스는 손과 머리 제스쳐, 그의 와와 페달 가공된 트럼펫으로 연주되는 구절, 그리고 동반된 전자 오르간에서 나오는 드론으로 그들의 리듬감 있고 음악적인 방향을 조절했다. 진화하는 공연의 성격은 작곡적 근거가 없다는 오해를 확산시켰으며, 어둡고 분노하며 침울한 음악적 자질은 당시 악단의 리더의 정서적, 정신적 상태를 반영하는 것으로 보였다.
《Agharta》는 1975년 8월 건강 악화와 피로로 데이비스가 임시 은퇴하기 직전 CBS/소니에 의해 일본에서 처음 석방됐다. 음반사의 제안으로, 그것은 전설적인 지하 도시의 이름을 따왔다. 데이비스는 일본 예술가 요코 타다노리에게 동양 지하 신화와 아프로퓨처리즘에서 영감을 받은 요소들로 진보된 문명의 도시 풍경을 묘사한 작품을 디자인하게 했다. 컬럼비아 레코드가 1976년 북미에서 발매할 때 대체 커버를 제작했다.

## 배경

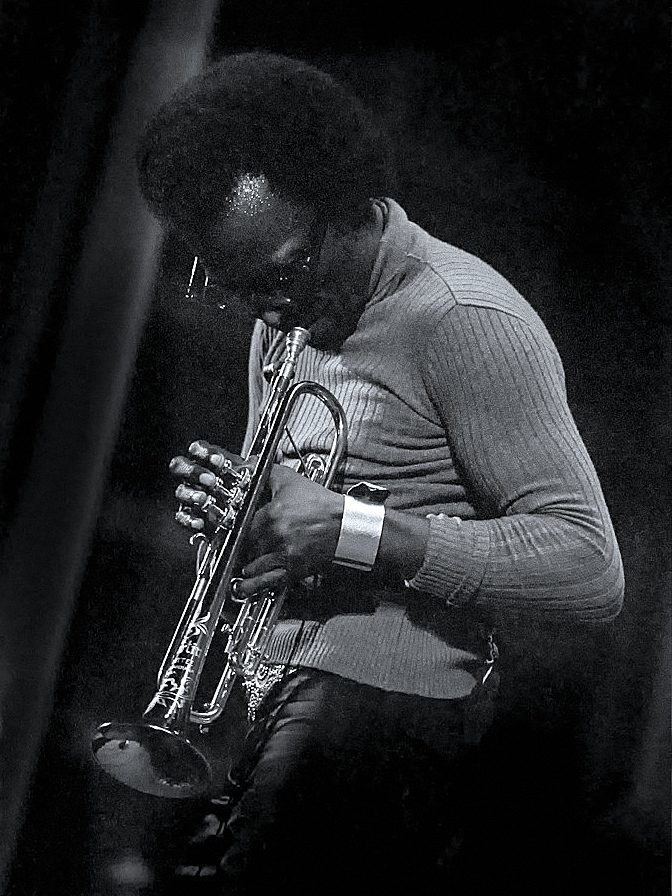
1971년의 마일스 데이비스

1970년대 초 마일스 데이비스는 1950년대와 1960년대에 자신을 유명하게 했던 재즈 음악과는 근본적으로 다른 방향을 계속 탐색했다. 그는 이 전기 시대의 음악을 통해 록, 펑크, 아프리카 리듬, 떠오르는 일렉트로닉 음악 기술, 그리고 전기 악기를 연주하는 뮤지션들의 변화무쌍한 라인업을 경험하게 되었다. 트럼펫 연주자는 퓨전 음악이 급진적이고 추상적으로 변하면서 젊은 관객들을 끌어모았고, 자신을 매진시켰다고 비난하는 재즈계의 나이든 청취자, 음악가, 평론가들을 소외시켰다. 데이비스는 1972년 《On the Corner》 음반을 녹음한 후, 스튜디오에서 이따금씩만 작업하면서 라이브 공연에 더 집중하기 시작했다. 1974년 발매된 《Big Fun》과 《Get Up with It》은 1969년과 1974년 사이에 녹음한 내용을 정리했다.
1973년까지 데이비스는 베이시스트 마이클 헨더슨, 기타리스트 피트 코시, 레지 루카스, 드러머 알 포스터, 타악기 연주자 제임스 음투메, 색소폰 연주자 데이브 립먼이 그 다음 해에 그룹을 탈퇴하고 소니 포춘으로 대체되었다. 루카스와 포스터, 음투메는 밴드의 리듬 섹션 역할을 했고 코지, 헨더슨, 포춘은 솔로로 즉흥 연주를 할 수 있는 공간이 주어졌다. 록 공연장과 축제에서 자주 열리는 그들의 콘서트는 데이비스와 그의 동료들에게 새로운 음악적 아이디어와 전자 장비를 활용하는 방법을 시험할 수 있는 기회가 되었다.

## 발매
페스티벌 홀의 발매를 준비하면서 테오 마세로는 편집과 사전 녹음된 부분과의 스플라이싱을 자제했다. 이는 데이비스의 전기 시대 음반에 대한 평소 접근 방식에서 벗어난 것이다. 프로듀서가 나중에 뮤지션 잡지에 설명했듯이, "일본인들은 특히 내가 공간적인 것들 속에서 떠나길 원했다"고 말했다. 이들은 두 장의 더블 음반으로 발매되었는데, 1975년 8월 일본에서 오후 콘서트를 담은 《Agharta》가 처음 발매되었고, 이후 1976년 북미에서 저녁 쇼가 《Pangaea》로 일본에서 독점 발매되었다. 컬럼비아가 데이비스의 라이브 녹음을 못마땅해 했기 때문에 《Pangaea》와 《Dark Magus》는 CD로 재발매된 1990년대까지 일본에서만 발매되었다.

## 곡 목록
모든 곡들은 마일스 데이비스에 의해 작곡하였다.

### 1975년 LP
| #  | 제목                 | 재생 시간 |
| -- | -------------------- | --------- |
| 1. | 〈Prelude (Part 1)〉 | 22:34     |

| #  | 제목                 | 재생 시간 |
| -- | -------------------- | --------- |
| 1. | 〈Prelude (Part 2)〉 | —         |
| 2. | 〈Maiysha〉          | 23:01     |

| #  | 제목          | 재생 시간 |
| -- | ------------- | --------- |
| 1. | 〈Interlude〉 | 26:17     |

| #  | 제목                        | 재생 시간 |
| -- | --------------------------- | --------- |
| 1. | 〈Theme from Jack Johnson〉 | 25:59     |

### 1991년 미국 CD
| #  | 제목                   | 재생 시간 |
| -- | ---------------------- | --------- |
| 1. | 〈Prelude (Part One)〉 | 22:37     |
| 2. | 〈Prelude (Part Two)〉 | 10:31     |
| 3. | 〈Maiysha〉            | 12:20     |

| #  | 제목                        | 재생 시간 |
| -- | --------------------------- | --------- |
| 1. | 〈Interlude〉               | 26:50     |
| 2. | 〈Theme from Jack Johnson〉 | 25:16     |

## 같이 보기
- 마일스 (영화)